# Haoua Issa
Haoua Issa (đôi khi được gọi là Haoua Zaley) (1925/27 - 23 tháng 9 năm 1990) là một ca sĩ người Niger.
Issa là một trong những quý tộc Koirargetui của Vương quốc Dosso, có liên quan đến một trong những zarmakoy của nó, Alpha Atta. Cô chọn theo nghề ca sĩ khen ngợi, một vai trò thường bị chiếm giữ bởi những người nghiền, được tổ chức để trở thành một lớp học thấp kém; điều này dẫn đến sự rạn nứt lâu dài với các thành viên khác trong gia đình cô. Cô trở nên nổi tiếng nhờ những kỹ năng của mình trong thể loại zaley, và trở nên khá giả nhờ những màn trình diễn của cô, khi cô làm khán giả trong xã hội nam Nigeria những năm 1940 và 1950. Người ta tin rằng cô là nhạc sĩ người Nigeria đầu tiên nhận được lợi ích từ luật bản quyền của đất nước. Cô đã nghỉ hưu từ ca hát trong những năm 1960. Sự giống nhau của cô ấy được thể hiện trên tem bưu chính năm 1992 của Niger.